# قدرت‌الله نجفی
قدرت‌الله نجفی نماینده معمم از حوزه شهرضا استان اصفهان در مجالس اول و پنجم شورای اسلامی بود.
| دوره نمایندگی | تعداد رای | درصد آراء |
| ------------- | --------- | --------- |
| اول           | ۱۶٬۶۱۶    | ۵۲        |
| پنجم          | ۲۲٬۸۱۴    | ۵۲٫۴      |

قدرت‌الله نجفی عضو حزب جمهوری اسلامی  بوده و در ماجرای بمب‌گذاری در دفتر حزب جمهوری اسلامی مجروح شد.